# Théodore Sindikubwabo
Théodore Sindikubwabo, (ur. 1928 w Butare, zm. w marcu 1998 w Bukavu) – rwandyjski polityk z plemienia Hutu, tymczasowy prezydent Rwandy podczas ludobójstwa 1994 roku.

## Działalność przed 1994 rokiem
Théodore Sindikubwabo urodził się w Butare w 1928 roku. Skończył medycynę. Pełnił funkcję ministra zdrowia w pierwszym niepodległym rządzie Rwandy Grégoira Kayibandy. Po obaleniu rządu przez Juvénala Habyarimanę w 1973 zajął się pracą w zawodzie, jako pediatra. Jego czynny powrót do polityki nastąpił w 1988 roku, podczas wyborów do Rady Rozwoju Narodowego w Butare. Sindikubwabo nie uzyskał wymaganej liczby głosów, co nie przeszkodziło komisji w ogłoszeniu jego wygranej. Decyzje taką zawdzięczał prezydentowi Habyarimanie, który, pogłębiając jeszcze złość wyborców, mianował go Spikerem (prezydentem) tego ciała. Sindikubwabo pełnił tę funkcję do 1994 roku.

## Prezydentura i udział w ludobójstwie
Gdy 6 kwietnia został zestrzelony samolot z prezydentem Habyarimaną na pokładzie, obowiązki prezydenta przeszły na premier Agathe Uwilingiyimane, która została zamordowana po ok. 14 godzinach. Komitet Kryzysowy zawiązany przez Théoneste Bagosorę, jednego z inicjatorów zamachu na prezydenta Habyarimanę, powołał rząd tymczasowy i mianował na stanowisko tymczasowego prezydenta Théodora Sindikubwabo.
Sindikubwabo aktywnie zachęcał rodaków do mordowania Tutsich. Według zeznań świadków 18 kwietnia przemawiał on w Simbi, podczas gdy przybyła z nim eskorta zaczęła mordować Tutsich zgromadzonych w lokalnym kościele. Następnego dnia, 19 kwietnia przemawiał w swoim rodzinnym mieście Butare, które początkowo nie wzięło udziału w ludobójstwie. Potępił Hutu nie biorących udziału w akcji i ostrzegł, że wzbraniający się przed zabiciem Tutsi sami zostaną zabici. Przemawiał też w dystrykcie Gisagara, gdzie zachęcał do powtórzenia ludobójstw z wojny domowej 1959 roku. 
Pod wpływem lipcowych postępów Rwandyjskiego Frontu Patriotycznego wraz z innymi uchodźcami przekroczył granice z Zairem, gdzie pozostał do końca życia. Zmarł prawdopodobnie w 1998 roku z przyczyn naturalnych, nigdy nie stając przed Międzynarodowym Trybunałem Karnym dla Rwandy.